# Обстріл зупинки «Донгірмаш» у Донецьку
Артобстріл зупинки транспорту «Донецькгірмаш» у Донецьку — мінометний обстріл транспортної розв'язки 22 січня 2015 року в Ленінському районі Донецька, захопленого проросійськими терористичними угрупуваннями в ході війни на сході України. Обстріл кваліфікований як терористичний акт.
Внаслідок обстрілу загинули 8 осіб, ще 13 отримали поранення. Факт обстрілу також був використаний бойовиками як привід для приниження окремих українських полонених.

## Перебіг подій
22 січня 2015 о 09:00 за київським часом по вул. Купріна була обстріляна зупинка громадського транспорту «Завод Донгормаш». Перший залп припав на трамвайні колії, метрів за 300 від кільця. Наступний — накрив саму кінцеву зупинку громадського транспорту. Боєприпас потрапив в дах магазину поруч із зупинкою.
За свідченням очевидців, «було чотири залпи близько пів на дев'яту ранку. Люди попадали як підкошені, у будинках поруч вікна повилітали. На зупинці двоє загиблих, в тролейбусі теж двоє».
За попередніми даними, постраждали трамвай T3SU маршруту № 3 (бортовий № 4115), тролейбус ЛАЗ E183A1 маршруту № 17 (бортовий № 1513), легковий автомобіль Renault Logan і маршрутний автобус.
Одразу після обстрілу бойовики влаштували «парад полонених»: на місце трагедії привели колону з 17 військовополонених українських військовиків, серед яких був Олег Кузьміних. Бойовики завдавали ударів йому в обличчя перед відеокамерами, публічно звинувачували у скоєному злочині. Бойовики змусили полонених вантажити тіла загиблих.
За попередніми даними від спостерігачів ОБСЄ, на місці події загинуло щонайменше 7 осіб, понад 20 — поранені. Станом на 16:00 22 січня ОБСЄ опублікувало дані, отримані з Донецького моргу, — констатували 8 загиблих.
Через два дні після обстрілу, 24 січня 2015, спостерігачі від HumanRightsWatch повідомили, що воронки на місці обстрілу засипані за наказом «місцевої влади», через що їх обстеження вже не видається можливим.

## Кваліфікація подій

### Україна
Згідно з повідомленнями Міністерства оборони України артилерійський обстріл вівся на відстані 15 км від місць дислокації сил АТО. Відомство стверджує, що до обстрілу причетні представники терористів, які вели вогонь із житлових кварталів Донецька.
Радник Міністра МВС Антон Геращенко на своїй особистій сторінці Фейсбук повідомив, що українська авіація не застосовувалася і відстань силовиків до місця обстрілу значна. Також він зазначив, що вибухи були з малопотужних боєприпасів. Провину за обстріл Антон Геращенко поклав на Росію. Речник АТО Андрій Лисенко заявив, що найближчі сили АТО знаходяться в селі Піски, а це поза межами досяжності зброї такого виду.
Прокуратура Донецькій області кваліфікує обстріл громадського транспорту в Донецьку як терористичний акт. Відкрито кримінальне провадження за ч. 3 ст. 258 Кримінального Кодексу Україна. У прокуратурі Донецької області заявили, що володіють оперативною інформацією від свідків про вантажний автотранспорт з мінометом, який, перебуваючи в Куйбишевському районі, здійснив артилерійський обстріл у бік Ленінського району Донецька, після чого продовжив рух у бік центру міста.
Увечері 22 січня Прокурор ГПУ Віталій Ярема в інтерв'ю на радіо «Ера» заявив, що за даними прокурора Донецької області, загинуло 9 осіб, поранено 7..

### ОБСЄ
Як повідомила моніторингова група ОБСЄ, в 11:00 провела аналіз двох воронок та встановила, що «снаряди були випущені з північно-західного напрямку». Комісія також встановила, що «зброя, використана при обстрілі — міномет або артилерійська установка».

### Росія
Низка проросійських ресурсів одразу після обстрілу назвали ймовірним обстріл 82-мм мінометними мінами. Посилаючись на члена проросійського збройного формування, вони також повідомили що проросійськими силами «розшукується  диверсійна група», і що у місті оголошено план-перехоплення щодо сміттєвозів і вантажівок.
Незважаючи на те, що Донецьк не належить до території РФ, 22 січня 2015 року Росія відкрила кримінальну справу. Це було зроблено Головним слідчим управлінням Слідчого комітету Росії за фактом загибелі жителів Донецька передбаченого ч. 2 ст. 105, ч. 1 ст. 356 КК РФ (вбивство двох і більше осіб, застосування заборонених засобів та методів ведення війни).
Функціонер ДНР на посаді міністра оборони Володимир Кононов 22 січня 2015 зробив заяву, що обстріл є результатом роботи диверсійної групи, і ця група затримана.
Спікер ДНР Денис Пушилін 22 січня 2015 зробив заяву, що обстріл вівся з  міномета калібру 120 мм, за його словами «зі сторони України». Він також сказав, що загинуло 15 осіб: з них 8 осіб загинуло на місці обстрілу, 5 — померли по дорозі в лікарню, 2 — померли в лікарні. На місці помер водій легкового автомобіля, водій тролейбуса Олександр Мірошниченко і 3 пасажири, а також 2 перехожих.
28 січня 2015 року проросійські сили через соціальні мережі повідомили, що було затримано групу диверсантів з трьох чоловік, що пересувалися містом на машині з мінометом, всі троє — громадяни РФ:

| рос. В Донецке была задержана ДРГ противника. 3 человека с минометом обстреливали город, передвигались на машине. Все трое, граждане РФ - 2 из Краснодара, 1 из Краснодарского края. |
У 2016 році, через рік після теракту, представники ДНР зробили заяву, що обстріл 22 січня 2015 року був здійснений зі «установки калібром понад 152 мм». Згідно слідства, проведеного ними, на місці обстрілу були знайдені уламки снаряду з «артилерійської установки калібру 203 мм», що за їх припущенням був випущений з гармати 2С7 «Піон».
Влітку 2018 року учасник проросійських НЗФ Денис Лотов опублікував відео, де пояснював обстріл як результат збройної сутички між угрупуваннями російських казаків та батальйону «Оплот». Казаки намагалися обстріляти базу «Оплоту», проте влучили у зупинку громадського транспорту.

## Розслідування

### Офіційне розслідування
Офіційне розслідування факту обстрілу не проводилось.

### Незалежні розслідування
На основі відзнятих на місці обстрілу фото та відеоматеріалів було проведено декілька незалежних розслідувань: користувачем Livejournal timberhead та автором блогу Ukraine@war DajeyPetros. Обидва дослідники на основі положення і форми кратерів, а також завдяки вдалому кадру Крістофера Міллера, що великим планом зняв воронку поряд з телефоном із компасом, констатують напрям обстрілу з північного-північного заходу, що збігається з висновками ОБСЄ. DajeyPetros робить висновок, що розмір отвору в землі, що менший за телефон, вказує на тип боєприпасу — 82 мм міну.
Команда ІнформНапалм звернула увагу також на те, що місцеві жителі повідомляли про мінометний обстріл, що вівся безпосередньо перед трагедією з міських кварталів, зокрема озвучувалися ймовірні місця: «з району Мотодрому», «з району фабрики іграшок».

## Реакція

### України
- Глава Міністерства закордонних справ України Павло Клімкін заявив:

Трагедія на зупинці у Донецьку — наше спільне горе. Через такі терористичні атаки гинуть мирні українці. Росія має зупинити терористів.
— Офіційний акаунт Павла Клімкіна в Твіттері 
- Прем'єр-міністр України Арсеній Яценюк поклав відповідальність за подію на Росію: «Сьогодні російські терористи знову вчинили жахливий акт проти людяності. Росія несе відповідальність за це.»
- Голова Донецької обласної державної адміністрації Олександр Кіхтенко засуджує протизаконні та антигуманні дії сепаратистів та висловлює глибокі співчуття загиблим[35].

### Інші держави
- Міністр закордонних справ РФ Сергій Лавров висловив співчуття родичам загиблих та побажав якнайшвидшого одужання пораненим жителям. Також у своїй заяві він засудив обстріл, цинічно звинувативши українську сторону:

Стає очевидним, що «партію війни» в Києві та її зарубіжних покровителів не зупиняють людські жертви.— Заява Міністра закордонних справ Росії С.В.Лаврова у зв'язку з трагедією в Донецьку
Президент Литви Даля Грибаускайте висловилася на підтримку України у цій складній ситуації. У своєму мікроблозі Твіттер вона зазначила, що «українські громадяни платять високу ціну за окупацію та жорстоку агресію. Литва підтримує Україну».
Посол США в Україні, Джеффрі Пайєтт, у своєму мікроблозі Твіттер повідомив, що «шокований знімками обстрілу тролейбуса. Реалізація Мінських угод може зупинити насильство».
Влада Франції заявила, що приголомшена фактом обстрілу зупинки. Франція знову закликала всі сторони негайно та сумлінно виконувати мінські та берлінські домовленості.

### Міжнародні організації
На брифінгу заступник глави місії ОБСЄ Александер Хаг заявив, що представники місії знаходяться на місці обстрілу та перевіряють дані. Також він висловив співчуття через розміщення зброї в житлових масивах.
Міжнародна правова організація «Міжнародна амністія» (Amnesty International) заявила, що «мінометний обстріл тролейбуса в Донецьку є порушенням міжнародного права та повинен бути неупереджено розслідуваний». Також організація зазначила, що «обидві сторони конфлікту не вживають необхідних заходів для захисту мирного населення».

## Список жертв

### Загиблі
Внаслідок обстрілу загинуло 8 осіб. Їх імена були викарбувані на пам'ятнику рік потому.
1. Афанасенко Тамара Михайлівна, народилася 24 січня 1949 (65 років)
2. Зуфтенкова Валентина Андріївна, народилася 16 січня 1958 (57 років)
3. Купріянов Михайло Григорович, народився 24 березня 1975 (39 років)
4. Мамошин Володимир Павлович, народився 30 серпня 1948 (66 років)
5. Мірошниченко Олександр Сергійович, народився 15 лютого 1980 (34 роки)
6. Печеневська Тетяна Сергіївна, народилася 19 серпня 1962 (52 роки)
7. Торщина Олена Вікторівна, народилася 19 грудня 1964 (50 років)
8. Широка Валентина Іванівна, народилася 24 квітня 1951 (63 роки)

### Поранені
За даними проросійських джерел, перелік поранених:
1. Плюш Лілія Вікторівна, 1982 р.н.
2. Шершнєв Сергій Миколайович, 1962 р.н.
3. Никон Лілія Валеріївна. 1991 р.н.
4. Ехріменко Марина Геннадіївна, 1989 р.н.
5. Николаєв Сергій Олександрович. 1984 р.н
6. Захаров В'ячеслав Миколайович, 1965 р.н.
7. Шевчук Павло Олександрович, 1976 р.н.
8. Кашнікова Наталія Анатоліївна,. 1981 р.н.
9. Блудов Євген Миколайович, вік — 63 роки.
10. Павлов Є. І., вік — 35 років.
11. Грищенко Д. Ф., вік — 33 роки.
12. Ганченко Л. Н. вік — 76 років.
13. Габ Н. В., вік — 45 років.

## Вшанування пам'яті
Рік потому, 22 січня 2016 року, на місці обстрілу у Донецьку було відкрито пам'ятник загиблим. На постаменті викарбувані імена 8 осіб і слова: «Памяти погибшим от минометного обстрела 22.01.2015г.»

## Інше
Цей теракт разом із обстрілом автобусу під Волновахою та обстрілом Маріуполя ліг в основу фільму «Чорний січень» з циклу Місто героїв, виготовленого Громадським телебаченням Приазов'я.